# Goran Gutalj
Goran Gutalj, bosansko-hercegovsko-slovenski nogometaš in trener, * 12. november 1969, Jugoslavija.
V letu 1999 je igral za ruski CSKA Moskva.